# The Edge of Glory
The Edge of Glory is een nummer van de Amerikaanse popzangeres Lady Gaga. Het werd geproduceerd door Fernando Garibay, DJ White Shadow en geschreven en medegeproduceerd door Lady Gaga zelf. Op 9 mei 2011 gaf Interscope Records het uit als eerste van twee promotiesingles van het derde studioalbum Born This Way, dat op 23 mei 2011 uitkwam. Naar aanleiding van het succes van de single werd besloten deze eveneens als derde officiële single uit te geven.

## Muziek en tekst
De aanleiding voor het nummer was het overlijden van Gaga's grootvader. Zij schreef het enkele uren na diens begrafenis en baseerde het liedje op deze ervaring. Het nummer is qua tempo minder snel dan de vorige singles Born this Way en Judas. De brug bestaat uit een saxofoonsolo (gespeeld door Clarence Clemons), die ook in de coda nog te horen is. Gaga liet zich inspireren door de rockmuziek van Bruce Springsteen.

## Videoclip
De videoclip van The Edge of Glory is uitgegeven op 15 juni 2011. De clip is net als de Judas-videoclip, geregisseerd door Lady Gaga zelf. We zien Gaga uit een raam van een brandend gebouw komen. Vervolgens maakt ze danspasjes op het balkon, op de brandtrap en op straat. Op het einde van de clip kust Gaga de straat. Tijdens de clip draagt ze een zwart pakje en is haar haar kort en gekleurd in zwart en wit. Ook Clarence Clemons is te zien in de clip; hij werkte eveneens mee aan het nummer. Tevens werkte hij mee aan de promotiesingle Hair.
Zowel Jocelyn Vena van MTV als Christian Blauvelt van Entertainment Weekly vonden dat de clip overeenkomsten heeft met zowel Madonna's Papa Don't Preach als Billie Jean van Michael Jackson. Maar in het algemeen werd de videoclip goed ontvangen.

## Promotie

### Live Optredens
| Datum             | Stad           | Land                | Locatie                          |
| Europa            | Europa         | Europa              | Europa                           |
| ----------------- | -------------- | ------------------- | -------------------------------- |
| 15 mei 2011       | Hackney        | Verenigd Koninkrijk | BBC Radio 1's Big Weekend        |
| Noord-Amerika     |                |                     |                                  |
| 21 mei 2011       | New York       | Verenigde Staten    | Saturday Night Live              |
| 25 mei 2011       | Hollywood      | Verenigde Staten    | American Idol                    |
| 27 mei 2011       | New York       | Verenigde Staten    | Good Morning America             |
| Europa            |                |                     |                                  |
| 9 juni 2011       | Berlijn        | Duitsland           | Germany's Next Topmodel          |
| 11 juni 2011      | Rome           | Italië              | Europride                        |
| 14 juni 2011      | Parijs         | Frankrijk           | X Factor Frankrijk               |
| 15 juni 2011      | Parijs         | Frankrijk           | Le Grand Journal                 |
| 15 juni 2011      | Parijs         | Frankrijk           | Little Monsters Video Awards     |
| 17 juni 2011      | Londen         | Verenigd Koninkrijk | Paul O'Grady Live                |
| Noord-Amerika     |                |                     |                                  |
| 19 juni 2011      | Ottawa         | Canada              | MuchMusic Video Awards           |
| Azië              |                |                     |                                  |
| 25 juni 2011      | Chiba          | Japan               | MTV Video Music Awards Japan     |
| Europa            |                |                     |                                  |
| 28 juni 2011      | Parijs         | Frankrijk           | Taratata                         |
| Azië              |                |                     |                                  |
| 29 juni 2011      | Tokio          | Japan               | SMAPxSMAP                        |
| 30 juni 2011      | Tokio          | Japan               | Japan Music Lovers               |
| 3 juli 2011       | Taichung       | Taiwan              | Taichung Arena                   |
| 7 juli 2011       | Singapore      | Singapore           | Singapore Showcase               |
| Oceanië           |                |                     |                                  |
| 11 juli 2011      | Sydney         | Australië           | A Current Affair                 |
| 11 juli 2011      | Sydney         | Australië           | Nevermind Nightclub              |
| 11 juli 2011      | Sydney         | Australië           | ARQ Nightclub                    |
| 13 juli 2011      | Sydney         | Australië           | Gaga Live at Sydney Monster Hall |
| Noord-Amerika     |                |                     |                                  |
| 18 juli 2011      | New York       | Verenigde Staten    | The Howard Stern Show            |
| 28 juli 2011      | New York       | Verenigde Staten    | So You Think You Can Dance       |
| 28 juli 2011      | New York       | Verenigde Staten    | Jimmy Kimmel Live!               |
| 24 september 2011 | Las Vegas      | Verenigde Staten    | IHeartRadio Music Festival       |
| 10 oktober 2011   | Hollywood Bowl | Verenigde Staten    | William J. Clinton Foundation    |
| Azië              |                |                     |                                  |
| 30 oktober 2011   | Uttar Pradesh  | India               | F1 Rocks After Party             |
| Europa            |                |                     |                                  |
| 17 november 2011  | Manchester     | Verenigd Koninkrijk | Children in Need                 |
| Noord-Amerika     |                |                     |                                  |
| 24 november 2011  | New York       | Verenigde Staten    | A Very Gaga Thanksgiving         |
| 3 december 2011   | Los Angeles    | Verenigde Staten    | KISS FM's Jingle Ball            |
| 9 december 2011   | New York       | Verenigde Staten    | Z100's Jingle Ball               |

Lady Gaga brengt The Edge Of Glory ten gehore als toegift tijdens The Born This Way Ball Tour, die 27 april 2012 van start was gegaan.

## Commerciële ontvangst
Op 13 mei 2011 kwam The Edge of Glory binnen op de eerste plaats in de Tipparade van zowel Vlaanderen als Wallonië. Het debuteerde op de negende positie in de Nederlandse Single Top 100 en de zesde positie in de Britse UK Singles Chart.

### Nederlandse Top 40
| Hitnotering: 28-05-2011 t/m 11-06-2011 | Hitnotering: 28-05-2011 t/m 11-06-2011 | Hitnotering: 28-05-2011 t/m 11-06-2011 | Hitnotering: 28-05-2011 t/m 11-06-2011 | Hitnotering: 28-05-2011 t/m 11-06-2011 |
| Week:                                  | 1                                      | 2                                      | 3                                      |                                        |
| -------------------------------------- | -------------------------------------- | -------------------------------------- | -------------------------------------- | -------------------------------------- |
| Positie:                               | 38                                     | 37                                     | 36                                     | uit                                    |

### NederlandseSingle Top 100
| Hitnotering: 14-05-2011 t/m 16-07-2011 | Hitnotering: 14-05-2011 t/m 16-07-2011 | Hitnotering: 14-05-2011 t/m 16-07-2011 | Hitnotering: 14-05-2011 t/m 16-07-2011 | Hitnotering: 14-05-2011 t/m 16-07-2011 | Hitnotering: 14-05-2011 t/m 16-07-2011 | Hitnotering: 14-05-2011 t/m 16-07-2011 | Hitnotering: 14-05-2011 t/m 16-07-2011 | Hitnotering: 14-05-2011 t/m 16-07-2011 | Hitnotering: 14-05-2011 t/m 16-07-2011 | Hitnotering: 14-05-2011 t/m 16-07-2011 | Hitnotering: 14-05-2011 t/m 16-07-2011 |
| Week:                                  | 1                                      | 2                                      | 3                                      | 4                                      | 5                                      | 6                                      | 7                                      | 8                                      | 9                                      | 10                                     |                                        |
| -------------------------------------- | -------------------------------------- | -------------------------------------- | -------------------------------------- | -------------------------------------- | -------------------------------------- | -------------------------------------- | -------------------------------------- | -------------------------------------- | -------------------------------------- | -------------------------------------- | -------------------------------------- |
| Positie:                               | 9                                      | 19                                     | 42                                     | 66                                     | 90                                     | 100                                    | 92                                     | 91                                     | 89                                     | 91                                     | uit                                    |

#### VlaamseUltratop 50
| Hitnotering: (Week 1 t/m 2) 21-05-2011 t/m 28-05-2011 Hitnotering: (Week 3 t/m 6) 23-07-2011 t/m 13-08-2011 | Hitnotering: (Week 1 t/m 2) 21-05-2011 t/m 28-05-2011 Hitnotering: (Week 3 t/m 6) 23-07-2011 t/m 13-08-2011 | Hitnotering: (Week 1 t/m 2) 21-05-2011 t/m 28-05-2011 Hitnotering: (Week 3 t/m 6) 23-07-2011 t/m 13-08-2011 | Hitnotering: (Week 1 t/m 2) 21-05-2011 t/m 28-05-2011 Hitnotering: (Week 3 t/m 6) 23-07-2011 t/m 13-08-2011 | Hitnotering: (Week 1 t/m 2) 21-05-2011 t/m 28-05-2011 Hitnotering: (Week 3 t/m 6) 23-07-2011 t/m 13-08-2011 | Hitnotering: (Week 1 t/m 2) 21-05-2011 t/m 28-05-2011 Hitnotering: (Week 3 t/m 6) 23-07-2011 t/m 13-08-2011 | Hitnotering: (Week 1 t/m 2) 21-05-2011 t/m 28-05-2011 Hitnotering: (Week 3 t/m 6) 23-07-2011 t/m 13-08-2011 | Hitnotering: (Week 1 t/m 2) 21-05-2011 t/m 28-05-2011 Hitnotering: (Week 3 t/m 6) 23-07-2011 t/m 13-08-2011 | Hitnotering: (Week 1 t/m 2) 21-05-2011 t/m 28-05-2011 Hitnotering: (Week 3 t/m 6) 23-07-2011 t/m 13-08-2011 |
| Week: | 1 | 2 | | 3 | 4 | 5 | 6 | |
| --- | --- | --- | --- | --- | --- | --- | --- | --- |
| Positie: | 6 | 36 | uit | 49 | 42 | 46 | 49 | uit |

## Covers
Op 15 februari 2013 coverde de winnaar van The Voice Kids Laura van Kaam de single bij The Voice Kids. Deze werd gezongen tijdens de finale van The Voice Kids en stond de eerste week al op nummer 17 in Itunes.